# Brava gente
Brava gente è il primo joint album dei rapper Ensi e Nerone, pubblicato il 2 giugno 2023.

## Promozione
Il disco è stato annunciato il 4 maggio 2023 con l'uscita del singolo King Kong vs Godzilla, che ha anticipato l'uscita del disco.

## Accoglienza
Brava gente è stato particolarmente apprezzato per aver riportato nella scena musicale italiana l'hip hop, citando lo stesso Ensi nella traccia ''Six Pack'' che vede la collaborazione dei rapper Nitro, Fabri Fibra, Jake La Furia e Gemitaiz:
"Ti hanno detto che la scena era defunta?
Ok, non mi risulta"
Il disco per quanto adempia completamente al rap italiano presenta una struttura variegata, che va da tracce ricche di punchline in pieno stile da freestyler, come Domino e Non è cosa, ma anche con canzoni come Tagli come sorrisi e Quando nessuno guarda che sono effettivamente i brani conscious del disco. 

## Tracce
Testi di Massimiliano Figlia e Jari Ivan Vella, eccetto dove indicato.
1. King Kong vs Godzilla – 2:44
2. Non è cosa  – 2:27
3. R2R (feat. Salmo) – 2:32
4. Domino (feat. Speranza) – 3:25
5. Tagli come sorrisi – 2:37
6. Hey Mama (feat. Shari) – 2:52
7. Un minuto – 2:27
8. Cemento (feat. Silent Bob e 2nd Roof) – 2:22
9. Six Pack (feat. Nitro, Fabri Fibra, Jake La Furia e Gemitaiz) – 3:30
10. Very Good/Back to Basic – 3:49
11. Cuban Link – 3:14
12. Quando nessuno guarda – 2:42

## Classifiche
| Classifica (2023) | Posizione massima |
| ----------------- | ----------------- |
| Italia            | 13                |